# ناحیه لنوکس، میشیگان
ناحیه لنوکس (به انگلیسی: Lenox Township) یک منطقهٔ مسکونی در ایالات متحده آمریکا است که در شهرستان مکم، میشیگان واقع شده‌است.
 ناحیه لنوکس ۱۰۰٫۶ کیلومتر مربع مساحت و ۸٬۴۳۳ نفر جمعیت دارد و ۲۰۰ متر بالاتر از سطح دریا واقع شده‌است.